# Kendall Reusing
Kendall Reusing (Califórnia, 29 de outubro de 1997) é uma atleta americana de grappling e competidora faixa-preta de jiu-jitsu brasileiro. Ex-lutadora de luta livre estilo livre, Reusing é pentacampeã mundial de jiu-jitsu brasileiro nas faixas coloridas e bicampeã mundial faixa-preta no Campeonato Mundial de Jiu-Jitsu Sem Quimono.

## Início da carreira
Kendall Marie Reusing nasceu em 29 de outubro de 1997 em Dana Point, Califórnia, filha do renomado competidor de jiu-jitsu brasileiro Tom Reusing e de Holly McClung Reusing. Desde jovem, ela treinou judô e jiu-jitsu brasileiro.
Na adolescência, Reusing venceu o campeonato estadual de luta livre do ensino médio da Califórnia em 2015 e quatro campeonatos nacionais de luta livre do ensino médio dos EUA. Durante esse período, integrou a Team USA como lutadora de luta livre estilo livre nas equipes nacionais Cadete, Mundial Cadete e, por duas vezes, na equipe nacional Júnior. Ao final do 11º ano, ela era a garota mais bem classificada na lista de Atletas de Elite do TrackWrestling e foi eleita duas vezes a Lutadora do Ano do Press-Enterprise.
Ela lutou por um ano na Simon Fraser University no Canadá antes de retornar ao jiu-jitsu em tempo integral em 2016. Conquistou inúmeros campeonatos, incluindo ouro duplo no Campeonato Mundial de Jiu-Jitsu Sem Quimono de 2018 como faixa-marrom, antes de ser promovida a faixa-preta em 2019.

## Carreira como faixa-preta

### 2019–2020
No seu primeiro ano como faixa-preta, Reusing conquistou o ouro no Campeonato Mundial de Jiu-Jitsu Sem Quimono e a prata na divisão absoluto; em seguida, terminou em segundo lugar no Grand Slam da UAEJJF em Los Angeles antes de vencer o Campeonato Mundial de Jiu-Jitsu da SJJIF.
Reusing representou a Gracie Barra ao lado de Felipe Trovo e Carlos Souza no evento de grappling por equipes Subversiv 3, em 28 de agosto de 2020. Reusing derrotou todas as quatro adversárias no evento, e a Gracie Barra venceu o torneio. Ela foi então convidada para competir contra Leah Taylor no evento co-principal do Submission Underground 18, em 4 de outubro de 2020. Reusing venceu a luta por finalização na prorrogação EBI.

### 2021
Em 27 de março de 2021, Reusing enfrentou Nathiely de Jesus no evento principal do Fight 2 Win 168, perdendo a luta por finalização. Ela retornou ao grappling por equipes como parte da equipe Gracie Barra no Subversiv 5, em 1º de maio de 2021. Reusing venceu sua luta contra Maggie Grindatti, mas seus companheiros de equipe perderam, e a Gracie Barra foi eliminada na rodada inicial. Reusing enfrentou Talita Nogueira no evento co-principal do Fight 2 Win 173, em 11 de junho de 2021, e venceu a luta por finalização com um estrangulamento. Ela retornou no Fight 2 Win 177, em 16 de julho de 2021, e enfrentou Maria Malyjasiak no evento co-principal, perdendo por finalização.
Em outubro de 2021, Reusing venceu o Campeonato Absoluto Feminino Inaugural do Polaris ao derrotar Venla Luukkonen por finalização, e no mês seguinte conquistou o Campeonato Norte-Americano do ADCC na divisão acima de 60 kg. Embora a vitória nesta seletiva não garantisse um convite para o Campeonato Mundial de ADCC de 2022, Reusing recebeu um convite para o evento devido ao seu desempenho. Ela também foi convidada para competir na divisão pesado do Who's Number One Championships, em 25 e 26 de setembro de 2021. Reusing venceu suas duas primeiras lutas, mas perdeu para Rafaela Guedes na final, conquistando o segundo lugar no torneio. Durante o Mundial de 2021, ela não competiu, mas atuou como comentarista para o FloSports. No Campeonato Pan-Americano de Jiu-Jitsu Sem Quimono, ela conquistou o ouro na sua divisão e a prata na divisão absoluto.

### 2022
Reusing foi convidada para competir contra Ffion Davies pelo título inaugural absoluto feminino no evento co-principal do Grapplefest 11, em 26 de fevereiro de 2022. Ela venceu a luta por decisão e tornou-se a primeira campeã absoluta da promoção. Reusing foi então escalada para defender seu título do Polaris contra Amanda Leve no Polaris 19, em 26 de março de 2022. Ela manteve o título após sua adversária Leve desistir devido a uma lesão.
No Campeonato Mundial de ADCC de 2022, Reusing dominou sua primeira luta contra Giovana Jara, mas sofreu uma lesão no joelho após uma tentativa de queda malsucedida na semifinal, perdendo por abandono da luta. Reusing poderia ter competido pela medalha de bronze, mas não pôde devido à lesão sofrida na luta anterior e precisou desistir.

### 2023
Reusing retornou às competições para defender seu título absoluto do Polaris contra Leticia Cardozo no evento co-principal do Polaris 26, em 4 de novembro de 2023. Ela venceu a luta por decisão e manteve o título. Em seguida, competiu no Campeonato Mundial de Jiu-Jitsu Sem Quimono de 2023, onde conquistou a divisão super-pesado pela segunda vez.

### 2024
Reusing venceu a divisão até 90 kg nas Seletivas da Equipe Mundial de Grappling dos EUA, em 22 de junho de 2024.
Reusing foi convidada para competir na divisão acima de 65 kg no Campeonato Mundial de ADCC de 2024. Ela finalizou Maria Ruffatto na rodada inicial, foi finalizada por  Rafaela Guedes na semifinal, mas venceu Amy Campo por pontos para conquistar a medalha de bronze. Ela também participou da divisão absoluto feminina e foi finalizada por Bia Mesquita na rodada inicial.
Reusing venceu a divisão até 90 kg no Campeonato Mundial de Grappling Sem Quimono da UWW, em 12 de outubro de 2024.

## Resumo competitivo de jiu-jitsu brasileiro
Principais conquistas no nível faixa-preta:
- Campeã Mundial Sem Quimono da IBJJF (2023)
- Campeã Mundial Sem Quimono da IBJJF (2019)
- 2º lugar no Campeonato Mundial Sem Quimono da IBJJF (2019[nota 1])
- Campeã Pan-Americana Sem Quimono da IBJJF (2021)
- 2º lugar no Campeonato Pan-Americano Sem Quimono da IBJJF (2021[nota 1])
- Campeã Mundial da SJJIF (2019)
- 2º lugar no Grand Slam da UAEJJF, Los Angeles (2019)

Principais conquistas (faixas coloridas):
- 2x Campeã Mundial Sem Quimono da IBJJF (2018 faixa-marrom)
- Campeã Mundial da IBJJF (2017 faixa-roxa)
- 2x Campeã Mundial Sem Quimono da IBJJF (2016 faixa-azul)
- Campeã do Abu Dhabi Pro da UAEJJF (2018 faixa-roxa)
- 2º lugar no Campeonato Mundial da IBJJF (2017 faixa-roxa)
- 2º lugar no Campeonato Pan-Americano da IBJJF (2018 faixa-marrom)
- 2º lugar no Grand Slam da UAEJJF, Los Angeles (2018 faixa-marrom)
- 3º lugar no Campeonato Pan-Americano da IBJJF (2018 faixa-marrom)

## Linhagem de instrutores
Hélio Gracie > Carlos Gracie Jr. > Nelson Monteiro > Tom Reusing > Kendall Reusing